# Fernando García Cadiñanos
Fernando García Cadiñanos (Burgos, 7 de mayo de 1968) es un sacerdote católico español, obispo de Mondoñedo-Ferrol.

## Biografía

### Familia y formación
Hijo menor de una familia sencilla y numerosa, ingresó en el seminario menor de Burgos, donde cursó los estudios secundarios obligatorios y el bachillerato. Continuó en el seminario mayor de la diócesis obteniendo el grado de bachiller en Teología y la licenciatura en Teología Dogmática por la Facultad de Teología del Norte de España. Fue diácono en la parroquia de Briviesca donde mantuvo una gran relación con grupos juveniles de la parroquia como los MEN-GUIS, y que conserva en la actualidad.

### Presbítero
Recibió la ordenación sacerdotal en la iglesia del Carmen de Burgos el 26 de junio de 1993.
Desarrolló su labor pastoral inicialmente en Aranda de Duero, como vicario parroquial de la parroquia de Santa Catalina desde 1993 a 1997. Al mismo tiempo fue delegado de Pastoral Obrera entre 1995 y 1997.
En 1997 continuó su formación en la Universidad Gregoriana de Roma, obteniendo la licenciatura en Ciencias Sociales, especialidad en Doctrina y Ética en 2000.
Al regreso de Roma, fue nombrado párroco de Solarana y otras nueve parroquias  y desde 2004 se encargó también de la parroquia de Villalmanzo. Al mismo tiempo ejerció como secretario del Departamento de Formación Sociopolítica de la diócesis de Burgos. Desde 2005 a 2014 fue arcipreste de Arlanza y secretario del Consejo Presbiteral. De 2014 a 2016 fue párroco de Nuestra Señora de las Naves de Burgos. A partir de 2015 ejerció como delegado diocesano de Cáritas y desde 2016, vicario general y moderador de curia de la diócesis.
Ha ejercido la docencia en la sede de Burgos de la Facultad de Teología del Norte de España, como profesor de Teología Moral Social y como director del Aula de Doctrina Social de la Iglesia, dictando conferencias, participando en actos  y publicando artículos relacionados con Cáritas, Doctrina Social de la Iglesia, pensamiento del papa Francisco y otros temas de su especialidad.

### Obispo
El 1 de julio de 2021 fue nombrado obispo de Mondoñedo-Ferrol por el papa Francisco. Recibió la ordenación episcopal el 4 de septiembre de manos de Julián Barrio Barrio, tomando posesión a su vez ese mismo día de la sede mindoniense-ferrolana.
En la Conferencia Episcopal Española es, desde marzo de 2024, presidente de la Subcomisión Episcopal para las Migraciones y Movilidad Humana.